# Топологічний зв'язок
Топологічний зв'язок (рос. топологическая связь, англ. topological bond) — у супрамолекулярній хімії — невалентний зв'язок між частинами молекули, який виникає за рахунок просторових перешкод їх відокремленню, або утримання окремих частин молекули разом завдяки ланцюговому їх з'єднанню (катенани, ротаксани тощо), для роз'єднання якого, проте, необхідний розрив принаймні одного з хімічних зв'язків, що утворюють цикли, котрі беруть участь в утворенні топологічних зв'язків.